# ژان آلینگ باویو
ژان آلینگ باویو (انگلیسی: Jean Alingué Bawoyeu؛ زادهٔ ۱۸ اوت ۱۹۳۷) سیاستمدار، و دیپلمات اهل چاد است. وی از ۴ مارس ۱۹۹۱ تا ۲۰ مه ۱۹۹۲ نخست‌وزیر این کشور بود.